# Elaphoglossum cruzense
Elaphoglossum cruzense är en träjonväxtart som beskrevs av M. Kessler och Mickel. Elaphoglossum cruzense ingår i släktet Elaphoglossum och familjen Dryopteridaceae. Inga underarter finns listade.